# Pandorina
Genre
Pandorina est un genre d'algues vertes de la famille des Volvocaceae. Elles peuvent être assez souvent coloniales et multi flagellées. 

## Liste d'espèces
Selon AlgaeBase (18 novembre 2013) :
- Pandorina bengalensis M.T.Philipose
- Pandorina charkowiensis Korschikov
- Pandorina colemaniae H.Nozaki
- Pandorina cylindricum Iyengar (Sans vérification)
- Pandorina dujardinii (Perty) Diesing (Sans vérification)
- Pandorina hyalina Ehrenberg (Sans vérification)
- Pandorina leeuwenhoekii Bory de Saint-Vincent (Sans vérification)
- Pandorina minodii R.Chodat
- Pandorina morum (O.F.Müller) Bory de Saint-Vincent (espèce type)
- Pandorina pirum Eichwald (Sans vérification)
- Pandorina protuberans Tiffany (Sans vérification)
- Pandorina simplex De Fromentel (Sans vérification)
- Pandorina smithii Chodat
- Pandorina sphaerula Ehrenberg nomen nudum (Sans vérification)
- Pandorina unicocca W.R.Rayburn & R.C.Starr

Selon ITIS (18 novembre 2013) :
- Pandorina charkowiensis Korsh
- Pandorina morum (O. Muller) Bory De St Vincent

Selon NCBI (18 novembre 2013) :
- Pandorina charkowiensis
- Pandorina colemaniae
- Pandorina morum